# Dolores County
Dolores County är ett administrativt område i delstaten Colorado, USA, med 2 064 invånare. Den administrativa huvudorten (county seat) är Dove Creek. 

## Geografi
Enligt United States Census Bureau så har countyt en total area på 2 766 km². 2 763 km² av den arean är land och 3 km² är vatten. 

### Angränsande countyn
- San Miguel County, Colorado - nord
- San Juan County, Colorado - öst
- Montezuma County, Colorado - syd
- San Juan County, Utah - väst